# Osama Rashid
Osama Rashid  (Kirkoek, Irak, 13 januari 1992) is een Nederlandse voetballer van Iraakse afkomst die als  middenvelder speelt.

## Clubvoetbal
Hij begon met voetballen bij het Noord-Hollandse ZOB uit Zuidoostbeemster. Hij speelde sinds de F1 al bij Feyenoord en tekende daar in 2008 ook z'n eerste profcontract voor drie jaar. Begin juni 2011 tekende Rashid een contract voor een jaar bij FC Den Bosch en een paar dagen daarna werd hij door de bondscoach van Irak opgeroepen om deel te nemen aan een trainingskamp. In totaal werden er 9 spelers van Iraakse komaf opgeroepen waaronder Anmar Almubaraki, die bij Heracles Almelo speelde.
Rashid speelde hierna voor Excelsior Maassluis. In 2013 stapt hij over naar Alphense Boys. In 2015 ging hij naar het Portugese SC Farense. In 2016 speelde hij kort voor het Bulgaarse Lokomotiv Plovdiv. In januari 2017 ging hij voor CD Santa Clara spelen in de Segunda Liga waarmee hij in 2018 naar de Primeira Liga promoveerde. In januari 2021 werd Rashid door het Turkse Gaziantep FK aangetrokken dat uitkomt in de Süper Lig.

## Internationaal
Rashid was Nederlands jeugdinternational en bereikte met het Nederlands voetbalelftal onder 17 de finale van het Europees kampioenschap voetbal mannen onder 17 - 2009.
Hij debuteerde in juli 2011 voor het Iraaks voetbalelftal op het vriendschappelijke vierlandentoernooi in Jordanië tegen Koeweit alhoewel hij nog niet speelgerechtigd was voor Irak. Hij maakte deel uit van de Iraakse selectie die tweede werd op het West-Aziatisch kampioenschap voetbal en die vierde werd op het Aziatisch kampioenschap voetbal 2015. Hij maakte ook deel uit van de selectie op het Aziatisch kampioenschap voetbal 2019.